# Communist Party USA
Die Communist Party USA (CPUSA) ist die bedeutendste marxistisch-leninistische Partei der USA. Während die CPUSA eine Rolle bei der Organisation von Industriegewerkschaften und bei der Verteidigung der Rechte von Afroamerikanern in den 1930er und 1940er Jahren spielte, geriet sie infolge der durch den Kalten Krieg verursachten antikommunistischen Hysterie der „Roten Angst“ während der McCarthy-Ära Anfang der 1950er Jahre in die politische Bedeutungslosigkeit. Sie wurde viele Jahre von Gus Hall geleitet. Eines der bekanntesten ehemaligen Mitglieder der CPUSA ist Angela Davis.
Vorsitzende sind seit 2019 Rossana Cambron und Joe Sims, davor war es John Bachtell.

## Geschichte

### Parteigründungen und Vereinigung (1919–1921)
Vorgänger der CPUSA waren die Communist Party of America (CPA) (am 1. September 1919 u. a. von Charles Ruthenberg gegründet) und die Communist Labor Party (CLP) (u. a. von John Reed und Alfred Wagenknecht am 31. August 1919 gegründet).
Beide Parteien setzten sich aus Mitgliedern zusammen, welche von der 1901 gegründeten Sozialistischen Partei Amerikas (SPA) als Bolschewisten ausgeschlossen worden waren.
Beide Parteien bezogen sich positiv auf die Oktoberrevolution und schlossen sich der Komintern an. Da diese jedoch für jedes Land nur eine Mitgliedsorganisation anerkannte gab sie im Januar 1920 die Weisung, dass sich die beiden Parteien unter dem Namen Vereinigte Kommunistische Partei zusammenzuschließen sollten. Ein Teil der CPA folgten der Weisung, aber eine Splittergruppe blieb weiterhin unabhängig. Einer abermaligen Direktive der Komintern folgend vereinigten sich beide Parteien im Mai 1921 endgültig unter dem Namen Communist Party of America.

### In der Illegalität (1921–1930)
Seit ihrer Gründung wurde die CPUSA von Staats- und Bundesregierungen und später auch vom FBI angegriffen. Ein Grund dafür war der Eindruck, den die Oktoberrevolution und der Bürgerkrieg in Russland seit 1917 und die damit verbundenen Ereignisse in Deutschland und Ungarn seit 1918 in den USA hinterließen. Das führte zu den Palmer Raids (Palmersche Razzien), welche auch als Red Scare (zu dt.: Rote Angst) bezeichnet wurden, als im Winter 1919 und im Januar 1920 der Generalstaatsanwalt Alexander Mitchell Palmer, gemäß dem Gesetz gegen Aufruhr von 1918 tausende Parteimitglieder festnehmen ließ.
Um einem vollständigen Verbot zu entgehen, nannte sie sich daher Ende 1921 in Workers Party of America (WPA) um. Dennoch arbeitete während der frühen 1920er der Parteiapparat fast vollständig aus dem Untergrund heraus. Dieser unterhielt die Kontakte zur KI, was durch die US-Behörden als illegal angesehen wurde.
Von ihr gelenkte Massenorganisationen waren u. a. eine amerikanisch-sowjetische Freundschaftsgesellschaft (Friends of Soviet Russia) und der US-amerikanische Ableger der Internationalen Arbeiterhilfe.
Die WPA rekrutierte den Großteil ihrer Mitgliedschaft aus mit der Politik der Sozialistischen Partei der USA unzufriedenen Mitgliedern und Sympathisanten selbiger sowie der African Blood Brotherhood, einer afroamerikanischen Organisation der USA.
1928 übernahm die WPA die Sozialfaschismusthese der KI. Die Mitgliederzahl fiel von 28.000 Mitgliedern bis auf 6.000 im Jahre 1932.

#### Fraktionskämpfe
Mit dem legalen Auftreten als WPA wurde es von den amerikanischen Kommunisten als Hauptziel angesehen, dieser mehr Einfluss in der Arbeiterklasse zu sichern. Das Ziel einer unmittelbar vorzubereitenden Revolution wurde daher zugunsten der Gewinnung von Mitgliedern und Einfluss zurückgestellt. Der V. Kongresses der Komintern 1925 bestätigte diese Haltung, da er die Zeit zwischen 1917 und 1924 als eine revolutionäre Situation einschätzte, mit der zeitweiligen Stabilisierung des Kapitalismus Mitte der 20er Jahre diese Situation jedoch vergangen sei und entsprechend andere Prioritäten die Politik der KI-Mitgliedsparteien bestimmen sollte.
Diese Verschiebung der Generallinie der Partei wurde durch innerparteiliche Kämpfe begleitet. Es entwickelten sich so innerhalb der Partei schnell eine Anzahl verschiedener innerparteilicher Gruppen mit unterschiedlichen Standpunkten, die sich auch in der Parteispitze widerspiegelten. Eine Gruppierung bildete sich um den Parteivorsitzenden Charles Ruthenberg, die größtenteils von seinem Unterstützer Jay Lovestone organisiert wurde. Diese hatte vor allem unter den fremdsprachigen Verbänden der Partei Einfluss. Eine weitere Gruppierung war die Foster-Cannon-Gruppe mit William Z. Foster und James P. Cannon. Diese hatte aufgrund der gewerkschaftlichen Funktionen von Foster und Cannon vor allem unter der in der Partei organisierten Arbeiterschaft ihre Unterstützer. Foster, der stark in den Stahlstreik von 1919 verwickelt und ein langjähriger Gewerkschaftssozialist war, hatte enge Verbindungen zu den Gewerkschaften und anderen Arbeiterparteien. Unter dem Druck der Komintern brach die WPA jedoch die Beziehungen zu beiden Gruppen 1924 ab.
1925 ordnete der Repräsentant der Komintern Sergei Gussew zur Beendigung der parteiinternen Auseinandersetzungen an, dass sich die Gruppe um Foster und Cannon der Führung unter Ruthenberg unterordnen sollte. Foster stimmte dem zu, die innerparteilichen Kämpfe endeten jedoch nicht damit.
1927 starb Ruthenberg und sein Parteifreund Jay Lovestone folgte ihm als Generalsekretär der Partei. Cannon nahm am Sechsten Kongress der Komintern 1928 teil, verbunden mit der Hoffnung, seine eigenen Kontakte in den Führungsgremien zu benutzen, um den Vorteil gegenüber der Parteigruppe von Lovestone zurückzugewinnen. In Verbindung mit den Standpunkten von Trotzkis Schrift Critique of the Draft Program of the Comintern in die USA zurückgekehrt warb Cannon für diese Ansichten und Positionen unter seinen engen Vertrauten und fand unter anderem in Max Shachtman einen bekannten Unterstützer. Als bekannt wurde, dass sie darauf aufbauend eine Linke Opposition gründen wollten wurden sie aus der WPA ausgeschlossen. Cannon und seine Gefolgsleute organisierten sich ab 1928 in der Communist League of America als eine Sektion von Trotzkis International Left Opposition. Zuvor hatte Lovestone sich ebenfalls als Unterstützer von Bucharins, dem Generalsekretär der Komintern, gezeigt. Als dieser Ende 1929 am Ende eines Streits mit Stalin von seinen Posten im Politbüro und als Vorsitzender der Komintern abgelöst wurde, wirkte dies ebenfalls als Argument zur Begründung des Ausschlusses aus der WPA.
Im Zusammenhang mit den nicht enden wollenden Auseinandersetzungen innerhalb der WPA wurde eine Delegation der Komintern in die Vereinigten Staaten geschickt, welche Lovestone aufforderte, sein Amt als Generalsekretär zugunsten William Z. Fosters niederzulegen. Dies geschah ungeachtet der Tatsache, dass Lovestone sich der Unterstützung der breiten Mehrheit der Mitglieder der WPA sicher sein konnte. Lovestone reiste daraufhin in die Sowjetunion und appellierte direkt an die Komintern, sich die Entscheidung noch einmal zu überlegen. Stalin informierte Lovestone, dass sein Rückhalt innerhalb der Partei vor allem darauf beruhte, dass er die Unterstützung der KI genossen hatte, was jedoch zukünftig nicht mehr der Fall sein sollte. Als Lovestone in die Vereinigten Staaten zurückkehrte, wurden er und sein Parteifreund Benjamin Gitlow aus der Partei ausgeschlossen. Angeblich ging der Ausschluss aber nicht auf Lovestones Kampf gegen die Entscheidung der KI zu bekämpfen zurück, sondern auf die zu starke Fokussierung auf einen ausschließlich friedlichen Weg zu einer sozialistischen Entwicklung der USA.
Lovestone und Anhänger gründeten im November 1929 die Communist Party (Opposition), welche eine Sektion der an Bucharin ausgerichteten Opposition wurde. Dieser traten nur wenige hundert Mitglieder der WPA bei.

### Legalisierung und Aufschwung (1930–1945)
1930 benannte sich die WPA in Communist Party USA um.
Die dritte Periode war geprägt vom Beenden des Versuches der CPUSA, sich in der American Federation of Labor durch die Trade Union Educational League zu organisieren, und des Versuches, die Organisation von so genannten dual unions auf die Trade Union Unity League zu übertragen. Foster führte diese Versuche weiter, obwohl sie den Ansichten, für die er vorher gekämpft hatte, widersprachen. Er blieb jedoch nicht Vorsitzender der CPUSA: 1932 wurde er durch den Generalsekretär der Partei – Earl Browder – ersetzt.
Die Parteiparole in dieser Zeit lautete: „Die vereinigte Front von unten“. Die Partei verwendete während der Weltwirtschaftskrise ein Vielfaches ihrer Energie auf die Organisation der Arbeitslosen, den Versuch, „rote“ Gewerkschaften zu gründen, das Vorantreiben von Rechten für die Afro-Amerikaner sowie das Bekämpfen der Vertreibung von Bauern und Armen. Zur selben Zeit versuchte die Partei, ihre revolutionäre Politik mit der täglichen Verteidigung der Arbeiter zu verknüpfen, was jedoch nur wenig Erfolg hatte.
1932 veröffentlichte der spätere Vorsitzende der Kommunistischen Partei der USA, William Z. Foster, ein Buch mit dem Titel Toward Soviet America, welches die Pläne der CPUSA für eine Revolution und die Errichtung einer neuen sozialistischen Gesellschaft, basierend auf dem Modell der Sowjetunion, offenlegte.

#### Die Volksfront
Die ideologische Starre der Dritten Periode begann jedoch mit zwei Ereignissen auseinanderzubrechen: die Wahl von Franklin D. Roosevelt zum amerikanischen Präsidenten im Jahr 1932 und Adolf Hitlers Machtergreifung 1933. Roosevelts Wahl und das Inkrafttreten des National Industrial Recovery Act 1933 verursachte gewaltige Veränderungen beim Organisieren der Gewerkschaftsarbeit in den Jahren 1933 und 1934. Während die Parteilinie immer noch vorsah, die Schaffung von eigenständigen revolutionären Gewerkschaften zu bevorzugen, entschieden sich Parteiaktivisten, auf diese Organisationen einzugehen und der Masse der Arbeiter in die AFL zu folgen, die sie vorher attackiert hatten.
Der Siebte Kongress der Komintern veränderte seine offizielle Haltung im Jahr 1935, als er erklärte, dass es den Bedarf einer Volksfront geben müsse, in der alle Gruppen, die gegen den Faschismus ankämpfen, vertreten wären. Die CPUSA gab ihren Widerstand auf und beschaffte viele Organisatoren für den Kongress der industriellen Organisationen.
Die Partei suchte auch Einigkeit mit Kräften, die politisch rechts von ihr standen. Earl Browder bot an, als Mitstreiter von Norman Thomas auf einer gemeinsamen Kandidatenliste der Sozialistischen Partei und der Kommunistischen Partei bei den Präsidentschaftswahlen von 1936 anzutreten, aber Thomas lehnte diesen Annäherungsversuch ab. Diese Geste bedeutete nicht sehr viel zu dieser Zeit, da die CPUSA ab 1936 Roosevelt effektiv bei seiner Gewerkschaftsarbeit unterstützte. Während die Kommunistische Partei damit weitermachte, ihre eigenen Kandidaten für das Amt des Präsidenten zu stellen, betrieb sie gleichzeitig eine Politik, welche die Demokratische Partei als das kleinere Übel in den Wahlen ansah.
Die Kommunistische Partei der USA unterstützte die republikanische Seite im Spanischen Bürgerkrieg. Viele ihrer Mitglieder traten der Lincoln Brigade (eine der ersten Internationalen Brigaden) bei. Neben ihren anderen Errungenschaften war die Lincoln Brigade die erste amerikanische Militäreinheit, in der schwarze und weiße Soldaten gleichberechtigt miteinander arbeiteten.
Der Geist der Volksfront sah die Entwicklung eines starken kommunistischen Einflusses im intellektuellen und künstlerischen Leben vor. Dies wurde oftmals durch verschiedene Organisationen erreicht, die unter dem Einfluss oder der Kontrolle der Partei standen.

#### Der Hitler-Stalin-Pakt und der Zweite Weltkrieg
Die Kommunistische Partei der USA bekämpfte den Faschismus auf der globalen Ebene und in den Vereinigten Staaten selbst, wobei die Volksfront hier den theoretischen Hintergrund darstellte. Die Zahl der Mitglieder in der CPUSA stieg bis 1938 auf über 38.000 an, danach verließen allerdings viele Mitglieder die Partei, nachdem der Hitler-Stalin-Pakt zwischen dem Deutschen Reich und der Sowjetunion 1939 geschlossen worden war. Nachdem Deutschland am 22. Juni 1941 die Sowjetunion angegriffen hatte und nach dem japanischen Angriff auf Pearl Harbor auch die USA in den Zweiten Weltkrieg eingetreten war, unterstützte die CPUSA die Politik der USA weitestgehend. Eine Politik der Streikvermeidung wurde bis zum Ende des Zweiten Weltkrieges beibehalten. Die Führung der CPUSA hielt in diesen Jahren an einer patriotischen Linie fest. Sie verstand sich als Anwalt des sozialen Friedens. Sie unterstützte die Verfolgung von Führungsmitgliedern der Socialist Workers Party, die gemäß dem neu geschaffenen Smith Act legal waren. Außerdem lehnte sie die Bemühungen von A. Philip Randolph ab, einen Marsch nach Washington, D.C. zu organisieren, der den Forderungen der afroamerikanischen Arbeiter nach Gleichbehandlung im Beruf Nachdruck verleihen sollte.

### Der Beginn des Kalten Krieges (1945–1948)
Earl Browder erwartete, dass die Kriegskoalition zwischen der Sowjetunion und den westlichen Alliierten eine längere Phase der sozialen Harmonie nach dem Krieg bringen würde. Um die kommunistische Bewegung besser in das amerikanische Leben integrieren zu können, wurde die Partei 1944 aufgelöst und durch die Communist Political Association ersetzt. Diese Harmonie war jedoch nur schwer aufrechtzuerhalten und die internationale kommunistische Bewegung richtete sich nach dem Ende des Krieges nach links aus. Browder fand sich selbst isoliert vor, nachdem ein kritischer Brief vom Vorsitzenden der Kommunistischen Partei Frankreichs weite Verbreitung fand. Ein Resultat war, dass er sich zurückzog und durch William Z. Foster ersetzt wurde, der bis zu seinem Rückzug 1958 Vorsitzender der Partei blieb.
Wie andere kommunistische Parteien weltweit richtete sich die CPUSA ebenfalls linker aus. Dies geschah aufgrund der parteiinternen Kritik. Das Ergebnis war der Ausschluss einer Handvoll von „Unbelehrbaren“. Viel wichtiger für die Partei war die Wiederaufnahme der Verfolgung der CPUSA durch den Staat. Die Regierung Truman führte 1947 den Treueschwur ein, der einige Linke aus ihren Jobs bei Behörden drängte und was noch wichtiger war, das Image von Kommunisten als subversive Elemente, die vom öffentlichen und privaten Leben ausgeschlossen werden müssten, legitimierte.
Dem Komitee für unamerikanische Umtriebe, das Kommunisten und ihre Mitstreiter dazu zwang, ihre Ansichten zu widerrufen, andere Kommunisten zu denunzieren oder bei Verweigerung auf eine schwarze Liste gesetzt zu werden, lieferte sogar eine kurze Mitgliedschaft in der CPUSA oder anderen ähnliche Gruppen den Grund für öffentliche Ausgrenzung und persönliche Angriffe. Dies ermunterte die Bundesregierung dazu, Treueschwüre einzuführen und Untersuchungskommissionen zu schaffen. Private Parteien wie die Filmindustrie oder selbsternannte Überwachungsgruppen führten diese Politik viel strenger aus.
Die Gewerkschaftsbewegung schloss ebenfalls Parteimitglieder aus. Die CIO schloss nach internen Streitigkeiten, die durch die Unterstützung von Henry Agard Wallace’ Kandidatur für die Präsidentschaft und ihrer Ablehnung des Marshall-Plans ausgelöst wurden, eine gewisse Anzahl von linksgerichteten Gewerkschaften im Jahr 1949 aus, während andere CPUSA-nahe Arbeitervertreter entweder aus ihren Gewerkschaften ausgeschlossen wurden oder ihre Mitarbeit in den Gewerkschaften beendeten.
Die Angst vor dem Kommunismus wurde nochmals dadurch verstärkt, dass die Sowjets im Jahr 1949 eine Atombombe zündeten und sowjetische Spionagefälle entdeckt wurden. Ehrgeizige Politiker wie Richard M. Nixon und Joseph McCarthy betrieben Eigenwerbung, indem sie androhten, Kommunisten aus der Regierung Truman oder später, in McCarthys Fall, aus der United States Army auszuschließen. Liberale Gruppen wie die Americans for Democratic Action distanzierten sich nicht nur von Kommunisten, sie bezeichneten sich selbst als antikommunistisch.

### Die CPUSA während der McCarthy-Ära (1948–1956)
Als die Kommunistische Partei 1919 gegründet wurde, war die US-amerikanische Regierung damit beschäftigt, Sozialisten zu verfolgen, die gegen den Ersten Weltkrieg waren und den Dienst in der Armee verweigerten. Diese Verfolgung setzte sich 1919 und im Januar 1920 in den Palmerschen Razzien fort. Viele gewöhnliche Mitglieder der Partei wurden verhaftet und des Landes verwiesen, Führungsmitglieder wurden verfolgt und in manchen Fällen zu Haftstrafen verurteilt.
In den späten 1930ern begann das FBI mit der Erlaubnis von Präsident Roosevelt sowohl Nazis als auch Kommunisten zu suchen. Der Kongress verabschiedete 1940 den Smith Act, der es verbot, den Wunsch, die Regierung zu stürzen, zu artikulieren oder andere Menschen dazu anzustiften.
1949 klagte die Regierung Eugene Dennis, William Z. Foster und zehn andere Mitglieder der CPUSA wegen des Propagierens des Sturzes der Regierung an. Da die Ankläger nicht beweisen konnten, dass die Angeklagten offen zu Gewalt aufgerufen hatten oder an der Beschaffung von Waffen für eine geplante Revolution beteiligt waren, hing alles von den Zeugenaussagen früherer Mitglieder der Partei und von Zitaten aus den Werken von Karl Marx, Lenin und anderen Revolutionären aus der Vergangenheit ab. Während der Verhandlung verurteilte der Richter einige der Angeklagten und alle ihre Anwälte wegen Missachtung des Gerichts. Jeder der elf Angeklagten wurde schuldig gesprochen. Der Supreme Court bestätigte die Verfassungsmäßigkeit des Verfahrens.
Verschreckt durch die Verurteilungen und durch die Angst, dass diese durch Informanten aus Partei herbeigeführt wurden, entschieden sich Dennis und andere Parteiführer, in den Untergrund zu gehen und viele nahestehende Gruppen aus der Partei auszuschließen. Dieser Schritt erhöhte die politische Isolation der Führungsriege, was die Partei beinahe handlungsunfähig machte.
US-Präsident Dwight D. Eisenhower unterschrieb am 24. August 1954 den Communist Control Act of 1954, der Mitgliedschaft und Unterstützung der Partei kriminalisierte.

#### Die Krise von 1956
Die sowjetische Invasion in Ungarn anlässlich des Volksaufstands 1956 und die Geheimrede Chruschtschows vor der KPdSU, in der er Stalin kritisierte, hatten einen umwälzenden Effekt auf die CPUSA. Die Mitgliederzahlen sanken und die Führungsriege sah sich einem verlorenen Konflikt ausgesetzt, der vom Herausgeber des Daily Worker, John Gates, geführt wurde. Dieser strebte eine Demokratisierung in der Partei an.
Viele Mitglieder traten demoralisiert aus der Partei aus, aber blieben aktiv bei progressiven Angelegenheiten, bei denen sie auch freundschaftlich mit Parteimitgliedern zusammenarbeiteten. Diese Minderheit stellte auch das Publikum für Publikationen wie den National Guardian und die Monthly Review, die wichtig für die Entwicklung der Neuen Linken in den 1960ern waren.
Die Umwälzungen in der CPUSA nach 1956 brachten auch das Auftreten einer neuen Führungsriege um den früheren Stahlarbeiter Gus Hall. Hall vertrat Ansichten, die sich mit den Ansichten seines Mentors, Foster, deckten, aber Foster war stärker darauf bedacht sicherzustellen, dass die Partei gänzlich an herkömmlichen Ideen festhalte. Deshalb wurden wiederholt als Kritiker aufgefallene Mitglieder ausgeschlossen, die eine Liberalisierung der Partei forderten. Die ausgeschlossenen Mitglieder gründeten in den frühen 1960ern die Progressive Labor Movement.

### Die CPUSA nach der McCarthy-Ära (1956–1991)
Parallel zu den parteiinternen Umwälzungen geriet die CPUSA ab 1956 durch das geheime FBI-Programm COINTELPRO unter Druck, dessen Ziel es war, durch subversive und oft illegale Methoden politische Gruppen zu zermürben, die als politisch gefährlich eingestuft wurden. Die Kommunisten waren dabei das Hauptziel der FBI-Aktionen, die bis 1971 durchgeführt wurden. Zu den dabei verwendeten Taktiken zählten u. a. anonyme Diskreditierungen, mit denen persönliche Beziehungen oder Arbeitsverhältnisse der Zielpersonen zerstört werden sollten.
Ab den 1960ern wurde die CPUSA größtenteils von der Neuen Linken in den Schatten gestellt. Während sie die Bürgerrechtsbewegung unterstützte, hielten Martin Luther King und andere Führer der Bewegung die Kommunisten auf Abstand, aus Angst, selbst als Kommunisten gebrandmarkt zu werden. Die Friedensbewegung und die Neue Linke lehnten die CPUSA ebenfalls ab, vor allem wegen ihrer politischen Ausrichtung auf die UdSSR. Gleichzeitig war bekannt, dass die CPUSA massiv unterwandert war und Ende der 1970er Jahre traute kaum ein Mitglied dem anderen.
Anfang der 1970er stieg die Zahl der Mitglieder in der Partei auf 25.000 an, konnte diese Mitgliederzahl aber in den 1980ern nicht halten. Infolgedessen beschloss die CPUSA die nationalen Wahlkampagnen einzustellen und nur noch für Ämter auf lokaler Ebene anzutreten.

### Das Ende einer Ära – der Zusammenbruch der Sowjetunion (seit 1991)
Die Ära von Glasnost und Perestroika und der Zusammenbruch der Sowjetunion führten zu einer innerparteilichen Krise. In den späten 1980ern fühlte sich die CPUSA entfremdet vom Führungsstil Michail Gorbatschows und kritisierte seine Politik. Dies führte dazu, dass die KPdSU ihre Unterstützung für die CPUSA 1989 einstellte. Der Parteitag 1991 war geprägt von Debatten über die zukünftige Ausrichtung der Partei nach dem Zusammenbruch des Ostblocks. Eine gemäßigte Minderheit drängte Gus Hall dazu, den Leninismus abzulehnen und die Partei in sozialdemokratische Bahnen zu lenken.

Ehemaliges Logo der CPUSA

1991 verließ eine größere Gruppe von Mitgliedern (darunter Angela Davis), welche sich für eine undogmatische Marxismuskonzeption einsetzten, die Partei und konstituierte sich als Committees of Correspondence for Democracy and Socialism. Die Mitgliederzahl stieg während der Amtszeit Präsident Trumps wieder an und betrug im Jahr 2017 rund 5000 Mitglieder. Des Weiteren verfügte die CPUSA über eine Jugendabteilung, die YCLUSA. Politisch engagierte sich die Partei in der Occupy-Wall-Street-Bewegung.

## Finanzielle Unterstützung der CPUSA und Spionage während des Kalten Krieges
Durch die Offenlegung von FBI-Akten über die CPUSA sowie von russischen Archiven, die Aufzeichnungen über die kommunistische Internationale und die CPUSA aufbewahrten und von verschlüsselten Botschaften der Sowjetunion zwischen Büros des KGB in den Vereinigten Staaten und in Moskau (auch bekannt als Venona-Papiere) kann man sich heute über das Ausmaß der Verwicklung der CPUSA in die Spionage ein Bild machen. Die Sowjetunion unterstützte die CPUSA von deren Gründung 1919 an bis 1989, als Gus Hall Gorbatschow für seine Maßnahmen in der Sowjetunion kritisierte.
1959 lag diese Unterstützung noch bei $75.000 und stieg bis auf $3 Millionen im Jahr 1987. Das Kappen der Unterstützungen im Jahr 1989 führte zu einer finanziellen Krise, so dass als Folge zum Beispiel die Parteizeitung nur noch wöchentlich und nicht täglich erscheinen konnte.
Zu Spionageaktivitäten ist zum Beispiel bekannt, dass am 10. April 1943 der in New York lebende KGB-Agent Vasili M. Zarubin den CPUSA-Vertreter Steve Nelson in Oakland traf und mit ihm über Spionage diskutierte. Sogar Robert Meeropol, der Sohn von Ethel und Julius Rosenberg, gab in der US-Talkshow PBS’s Frontline zu, dass sein Vater möglicherweise an Spionageaktivitäten beteiligt war, nachdem er Venona-Dokumente gelesen hatte, in denen von einem Treffen Julius Rosenbergs mit KGB und NKWD-Agenten die Rede ist. Weiterhin argumentiert er aber, dass die Rolle seiner Mutter vollkommen überbewertet worden sei, und dass seine Eltern für ein Verbrechen, das sie nicht begangen hatten, hingerichtet wurden. David Greenglass, der in den Venona-Dokumenten eine weitaus größere Rolle spiele als Julius Rosenberg, sei nicht belangt worden, nachdem er seine Schwester Ethel und Julius als Spione denunziert hatte.
Theodore Alvin Hall, ein in Harvard ausgebildeter Physiker und Mitglied der CPUSA, fing, kurz nachdem er mit 19 Jahren in Los Alamos eingestellt worden war, an, Informationen über die Atombombe an die Sowjetunion zu geben. Hall, der beim KGB unter dem Decknamen Mlad geführt wurde, entkam einer Anklage. Halls Frau, die von der Spionage wusste, behauptete, dass ihr KGB-Verbindungsmann sie angewiesen hatte, sich wie die Rosenbergs unschuldig zu bekennen, falls sie vor Gericht gestellt werden sollten.

## Parteiorganisation

### Parteiführung
| Zeitraum      | Name                       | Bezeichnung              |
| ------------- | -------------------------- | ------------------------ |
| 1919 bis 1920 | Charles Ruthenberg         | Exekutivsekretär         |
| 1919 bis 1920 | Alfred Wagenknecht         | Exekutivsekretär         |
| 1920 bis 1921 | Alfred Wagenknecht         | Exekutivsekretär         |
| 1920 bis 1921 | Charles Dirba              | Exekutivsekretär         |
| 1920 bis 1921 | Louis Shapiro (nur 1920)   | Exekutivsekretär         |
| 1920 bis 1921 | L.E. Katterfeld (nur 1921) | Exekutivsekretär         |
| 1921 bis 1922 | William Weinstone          | Exekutivsekretär         |
| 1921 bis 1922 | James P. Cannon            | Vorsitzender der WPA     |
| 1921 bis 1922 | Caleb Harrison             | Exekutivsekretär der WPA |
| 1922 bis 1923 | Charles Ruthenberg         | Exekutivsekretär         |
| 1922 bis 1923 | Abraham Jakira             | Exekutivsekretär         |
| 1922 bis 1923 | Jay Lovestone (nur 1922)   | Exekutivsekretär         |
| 1923 bis 1927 | Charles Ruthenberg         | Exekutivsekretär         |
| 1927 bis 1929 | Jay Lovestone              | Exekutivsekretär         |
| 1929 bis 1934 | William Z. Foster          | Vorsitzender             |
| 1934 bis 1945 | Earl Browder               | Vorsitzender             |
| 1945 bis 1959 | William Z. Foster          | Vorsitzender (bis 1957)  |
| 1945 bis 1959 | Eugene Dennis              | Generalsekretär          |
| 1959 bis 2000 | Gus Hall                   | Generalsekretär          |
| 2000 bis 2014 | Sam Webb                   | Vorsitzender             |
| 2014 bis 2019 | John Bachtell              | Vorsitzender             |
| seit 2019     | Rossana Cambron            | Co-Vorsitzende           |
| seit 2019     | Joe Sims                   | Co-Vorsitzende           |

### Parteitage
| Bezeichnung   | Datum                          |
| ------------- | ------------------------------ |
| 1. Parteitag  | 15. – 28. Mai 1921             |
| 02. Parteitag | 17. – 22. August 1922          |
| 03. Parteitag | 7. April 1923                  |
| 04. Parteitag | 21. – 30. August 1925          |
| 05. Parteitag | 31. August – 6. September 1927 |
| 06. Parteitag | 4. – 10. März 1929             |
| 07. Parteitag | 21. – 25. Juni 1930            |
| 08. Parteitag | 2. – 8. Oktober 1934           |
| 09. Parteitag | 24. – 28. Juni 1936            |
| 10. Parteitag | 27. – 31. Mai 1938             |
| 11. Parteitag | 30. Mai – 2. Juni 1940         |

| Bezeichnung   | Datum                   |
| ------------- | ----------------------- |
| 12. Parteitag | 30. Mai – 2. Juni 1944  |
| 13. Parteitag | 26. – 28. Juli 1945     |
| 14. Parteitag | 2. – 6. August 1948     |
| 15. Parteitag | 28. – 30. Dezember 1950 |
| 16. Parteitag | 9. – 12. Februar 1957   |
| 17. Parteitag | 10. – 13. Dezember 1959 |
| 18. Parteitag | 22. – 26. Juni 1966     |
| 19. Parteitag | 30. April – 4. Mai 1969 |
| 20. Parteitag | 18. – 21. Februar 1972  |
| 21. Parteitag | 26. – 29. Juni 1975     |
| 22. Parteitag | 23. – 26. August 1979   |

| Bezeichnung   | Datum                   |
| ------------- | ----------------------- |
| 23. Parteitag | 10. – 13. November 1983 |
| 24. Parteitag | 13. – 16. August 1987   |
| 25. Parteitag | 5. – 8. Dezember 1991   |
| 26. Parteitag | 1. – 3. März 1996       |
| 27. Parteitag | 6. – 8. Juli 2001       |
| 28. Parteitag | 1. – 3. Juli 2005       |
| 29. Parteitag | 21. – 23. Mai 2010      |
| 30. Parteitag | 13. – 15. Juni 2014     |
| 31. Parteitag | 21. – 23. Juni 2019     |
| 32. Parteitag | 7. – 9. Juni 2024       |

## Medien
Von 1924 bis 1956 gab die Partei die Tageszeitung Daily Worker heraus.
Deren Nachfolger waren:
- 1958 bis 1968 The Worker (Wochenzeitung), zudem von 1961 bis 1968 auch eine Dienstagausgabe namens The Midweek Worker,
- 1968 bis 1987 The Daily World (Tageszeitung),
- 1987 bis 1991 People’s Daily World (Tageszeitung),
- 1991 bis 2009 People’s Weekly World (Wochenzeitung)

Seit 2009 besteht People’s World als Onlineportal.
Das theoretische Organ der Partei war von 1927 bis 1944 The Communist und von 1944 bis 2016 Political Affairs.

## Wahlteilnahme und Wahlergebnisse
Der CPUSA gelang es bisher nicht, auf der Ebene des Bundes oder der Einzelstaaten Mandate zu erringen. Der New Yorker Abgeordnete Vito Marcantonio, der von 1935 bis 1951 dem Repräsentantenhaus angehörte, war der Partei eng verbunden, ohne allerdings ihr Mitglied zu sein.
Bei der Einschätzung der Wahlergebnisse der CPUSA ist zu beachten, dass die Partei nie die Möglichkeit hatte, flächendeckend an nationalen Wahlen teilzunehmen. Seit den 1930er Jahren errichteten zunächst die Bundesstaaten, in denen die CPUSA vergleichsweise stark war, hohe und zum Teil unübersteigbare Hürden, um die Partei auf die eine oder andere Weise von den Stimmzetteln fernzuhalten. Illinois etwa erhöhte 1931 die Zahl der erforderlichen Unterstützungsunterschriften von 1.000 auf 25.000, davon aus mindestens 50 verschiedenen Counties mindestens je 200 (wogegen die CPUSA vergeblich vor Gericht zog). Massachusetts verlangte statt 1.000 nunmehr 52.977 Unterschriften. Kalifornien erhöhte 1937 die Anforderung nochmals von 23.610 auf 236.608 Unterschriften – für die CPUSA „a synonym for impossible“. Ohio verweigerte jeder „neuen“ Partei die Wahlteilnahme, die nicht die Unterstützungsunterschriften von mindestens 15 % der Wähler der jeweils letzten Gouverneurswahl vorweisen konnte. Florida, wo bis heute ein besonders restriktives Wahlrecht gilt, ließ – abgesehen von jeweils per Sondergesetz genehmigten Einzelfällen – seit 1931 einige Jahrzehnte lang nur noch Mitglieder der Demokratischen und der Republikanischen Partei zu Wahlen zu. 1940 gingen zunächst 19 Staaten – darunter Indiana, Arkansas, Georgia, Kalifornien und Kentucky – dazu über, kommunistische Kandidaten per Gesetz von der Teilnahme an Wahlen und der Ausübung von öffentlichen Ämtern auszuschließen. In einigen Fällen sind diese Regelungen nach wie vor in Kraft. Der entsprechende Passus im Wahlgesetz von Texas lautet:

“RESTRICTIONS. (a) The name of a communist may not be printed on the ballot for any primary or general election in this state or a political subdivision of this state. (b) A person may not hold a nonelected office or position with the state or any political subdivision of this state if: (1) any of the compensation for the office or position comes from public funds of this state or a political subdivision of this state; and (2) the employer or superior of the person has reasonable grounds to believe that the person is a communist.”

„BESCHRÄNKUNGEN. (a) Der Name eines Kommunisten darf in diesem Staat oder einer Gebietskörperschaft dieses Staates nicht auf Stimmzetteln für Vorwahlen oder Parlamentswahlen abgedruckt werden. (b) Eine Person darf kein nicht gewähltes Amt und keine Funktion im Dienst dieses Staates oder einer Gebietskörperschaft dieses Staates innehaben, wenn: (1) Vergütungen für das Amt oder die Funktion ganz oder teilweise aus öffentlichen Mitteln dieses Staates oder einer Gebietskörperschaft dieses Staates stammen; und (2) der Dienstherr oder der Vorgesetzte der Person den begründeten Verdacht haben, dass diese Person Kommunist ist.“

Seit 1984 hat die CPUSA keinen eigenen Präsidentschaftskandidaten mehr nominiert. Im Vorfeld der Präsidentschaftswahl des Jahres 2012 unterstützte sie mehr oder weniger offen die Kampagne zur Wiederwahl Barack Obamas, hatte aber – da dieser Kurs innerparteilich umstritten war – nicht ausdrücklich dazu aufgerufen, ihn zu wählen. Bei Präsidentschaftswahlen erzielte die Partei bislang die nachfolgend aufgeführten Ergebnisse:
| Wahljahr | Präsidentschaftskandidat | Vizekandidat     | Erhaltene Stimmen (absolut) | Erhaltene Stimmen (%) |
| -------- | ------------------------ | ---------------- | --------------------------- | --------------------- |
| 1924     | William Z. Foster        | Benjamin Gitlow  | 38.669                      | 0,13 %                |
| 1928     | William Z. Foster        | Benjamin Gitlow  | 48.551                      | 0,13 %                |
| 1932     | William Z. Foster        | James W. Ford    | 103.307                     | 0,26 %                |
| 1936     | Earl Browder             | James W. Ford    | 79.315                      | 0,17 %                |
| 1940     | Earl Browder             | James W. Ford    | 48.557                      | 0,10 %                |
| 1968     | Charlene Mitchell        | Michael Zagarell | 1.077                       | 0,00 %                |
| 1972     | Gus Hall                 | Jarvis Tyner     | 25.597                      | 0,03 %                |
| 1976     | Gus Hall                 | Jarvis Tyner     | 58.709                      | 0,07 %                |
| 1980     | Gus Hall                 | Angela Davis     | 44.933                      | 0,05 %                |
| 1984     | Gus Hall                 | Angela Davis     | 36.386                      | 0,04 %                |